# Zjednoczenie Patriotyczne „Grunwald”
Zjednoczenie Patriotyczne „Grunwald” (ZP „Grunwald”) – polskie stowarzyszenie polityczne o charakterze narodowo–komunistycznym, zrzeszające działaczy o poglądach nacjonalistycznych, którzy akceptowali peerelowską rzeczywistość lat osiemdziesiątych. Istniało w latach 1981–1995.

## Historia
Pomysł powołania Zjednoczenia Patriotycznego „Grunwald” powstał w kręgu osób o poglądach narodowych, które 8 marca 1981 r. w reakcji na rocznicową sesję, zorganizowaną przez „Solidarność” na Uniwersytecie Warszawskim, w której uczestniczyli naukowcy żydowskiego pochodzenia zmuszeni do emigracji po marcu '68 (m.in. prof. Zygmunt Bauman, prof. Włodzimierz Brus), zebrali się przy ul. Koszykowej, upamiętniając ofiary zbrodni stalinowskiego Urzędu Bezpieczeństwa Publicznego w latach 1944–1956. Trzymali oni w rękach tablice z nazwiskami zamordowanych – m.in. generała Emila Fieldorfa „Nila”, szefa Kedywu AK oraz prokuratorów, którzy skazywali ich na śmierć, a którzy byli pochodzenia żydowskiego. W wiecu uczestniczyli m.in. Bohdan Poręba, Kazimierz Studentowicz, Tadeusz Bednarczyk, Zygmunt Walter-Janke (nie przystąpił do stowarzyszenia), Wit Gawrak i Józef Kossecki.
Zebranie założycielskie stowarzyszenia odbyło się 14 lutego 1981, zostało ono zarejestrowane 25 kwietnia 1981. Zrzeszało ono głównie osoby bezpartyjne, ale działało w porozumieniu z frakcją PZPR (tzw. „beton” lub frakcja Albina Siwaka). Wspierane było przez Komitet Warszawski PZPR i takich działaczy, jak Stefan Olszowski, Stanisław Kociołek czy Walery Namiotkiewicz. Pozostawało za to w ostrym konflikcie ze środowiskiem związanym z Mieczysławem Rakowskim i jego „Polityką”.
W swej działalności stowarzyszenie podnosiło przede wszystkim krytykę części czołowych działaczy „Solidarności”, takich jak Jacek Kuroń, Adam Michnik czy Bronisław Geremek, wypominając im albo działalność w organizacjach komunistycznych okresu stalinowskiego albo rodzinne związki z przedstawicielami ówczesnego reżimu. „Grunwald” nagłośnił m.in. działalność sędziego Stefana Michnika. „Grunwald” przekonywał, że działalność tzw. „doradców z Warszawy” działających przy „Solidarności” ma jedynie na celu wykorzystanie robotników oraz przejęcie władzy przez to środowisko.
Formalnym organem stowarzyszenia był wydawany co miesiąc „Biuletyn Informacyjny Zjednoczenia Patriotycznego «Grunwald»”, ale jego członkowie publikowali na łamach tygodników „Rzeczywistość”, „Płomienie”, „Żołnierz Wolności”. Stowarzyszenie zgłosiło akces do PRON i poparło stan wojenny. 
W szczytowym okresie działania ZP Grunwald, który przypadł na rok 1981, należało do niego około 1200 osób, w tym wielu wojskowych i oficerów MO (zwłaszcza rezerwistów i w stanie spoczynku), związanych ze środowiskiem „moczarowców” (choć sam Mieczysław Moczar odcinał się od działalności „Grunwaldu”). ZP Grunwald zdobyło wpływy w części branżowych związków zawodowych (np. w Hucie Warszawa). W kolejnych latach ZP Grunwald straciło poparcie ze strony dotąd mu sprzyjającej części działaczy PZPR, a wraz z nim swój pierwotny impet, ulegając dezintegracji i podziałom. Od 1981 stowarzyszenie oprócz comiesięcznego biuletynu „Grunwald” zaczęło wydawać również książki. Od 1983 publikacje te były wznawiane przez zbliżone do środowiska ZP Grunwald wydawnictwo „Unia Nowoczesnego Humanizmu”, założone przez prof. SGPiS Władysława Brulińskiego. Publikował on również aktualną publicystykę Jędrzeja Giertycha. Staraniem ZP Grunwald wydane zostały książki Tadeusza Bednarczyka na temat pomocy Polaków dla Żydów w okresie II wojny światowej oraz niektóre dzieła Romana Dmowskiego. Autorem taktyk propagandowych Zjednoczenia był Józef Kossecki.
Po 1989 r., część aktywistów związała się z kilkoma Stronnictwami Narodowymi, Partią X Stana Tymińskiego (Kossecki był przewodniczącym tej partii w latach 1995-99), a później z Przymierzem Samoobrona. Działali w stowarzyszeniu „Nie dla Unii Europejskiej” oraz w ruchu panslawistycznym (tzw. „moskiewskim” i „smoleńskim”). Grupa dawnych członków ZP Grunwald z Mieczysławem Trzeciakiem i Bohdanem Porębą nawiązała współpracę z liderem założonego w 2009 stowarzyszenia Wierni Polsce Suwerennej Pawłem Ziemińskim. Tadeusz Bednarczyk współpracował z Leszkiem Bublem. Kilku z nich – jak Edward Prus, Bednarczyk, Szcześniak stali się publicystami Radia Maryja. Część dawnych działaczy ZP Grunwald publikowała w „Tygodniku Ojczyzna”, „Myśli Polskiej”, a następnie – w „Naszym Dzienniku”.

## Działacze
Do najważniejszych działaczy ZP Grunwald należeli:
- Tadeusz Bednarczyk, pułkownik LWP, żołnierz AK;
- Franciszek Cymbarewicz, przewodniczący Rady Naczelnej, generał brygady LWP;
- Kazimierz Ćwójda, były oficer Wojska Polskiego;
- Wit Gawrak, dziennikarz, pisarz, poeta, organizator tzw. Kosynierów Obrońców Warszawy w 1939 roku;
- Józef Kossecki, „sekretarz ds. propagandy” stowarzyszenia, cybernetyk społeczny, były działacz Ligi Narodowo-Demokratycznej;
- Ignacy Łakomiec, poseł na sejm PRL, publicysta i działacz komunistyczno-narodowy;
- Roman Moraczewski, profesor SGGW;
- Bohdan Poręba, przewodniczący Rady Krajowej, reżyser filmowy;
- Bogusław Rybicki, prawnik i ekonomista, od 1989 redaktor naczelny „Tygodnika Ojczyzna”;
- Kazimierz Studentowicz, działacz katolicki i chadecki, polityk organizacji podziemnej Unia i powojennego Stronnictwa Pracy, więzień stalinowski;
- Mieczysław Trzeciak, sekretarz generalny stowarzyszenia, nauczyciel akademicki, ekonomista;
- Władysław Wójcik, działacz Młodzieży Wszechpolskiej i przedwojennego Stronnictwa Narodowego, więzień stalinowski;

## W filmie
Aluzje do ZP „Grunwald” wielokrotnie zamieszczał w swoich komediach z lat 80. Stanisław Bareja. Pojawiają się one w Misiu, Alternatywy 4, a zwłaszcza w Zmiennikach.